# کندلن
کندلن (به لاتین: Köndələn) روستایی در جمهوری آذربایجان است که در شهرستان شکی واقع شده‌است. جمعیت روستا ۸۴۴ نفر است که ۴۳۱ نفر مرد و ۴۱۳ نفر زن هستند.